# Brunnsparken, Helsingfors
Brunnsparken (finska: Kaivopuisto, på slang även Brunsan eller Kaivari) är en sydlig stadsdel och en park i Helsingfors stad och en del av Ulrikasborgs distrikt. Parken är en av Helsingfors äldsta och mest kända parker. Brunnsparken har dessutom cirka 500 invånare som bor i dyra villor mellan parken och havet, och även många diplomater bor där. Brunnsparken är tillika en av de stadsdelar med allra högst andel svenskspråkiga, 34,5 %.
Brunnsparken fick sin början på 1830-talet när ett bad anlades på en bergig udde utanför Helsingfors. Eftersom den ryska noblessen inte fick resa utomlands för nöjets skull blev Helsingfors, som en del av det ryska storfurstendömet Finland, under några årtionden en kosmopolitisk badort som var populär bland societeten i Sankt Petersburg. Efter Krimkriget på 1860-talet upphörde reseförbudet och badverksamheten dalade. År 1866 övergick området till staden och blev allmän park. Badhuset förstördes under fortsättningskriget 1944, men Brunnshuset hör än i dag till Helsingfors populäraste nattklubbar. I villan på Parkgatan 4 hade det svenskspråkiga läroverket Svenska samskolan i Helsingfors (Pontan) sin verksamhet under åren 1916–1952. 
På Brunnsparkens högsta punkt finns Astronomiska föreningen Ursas observatorium, och på östra sidan med havsutsikt finns marskalk Mannerheims hemmuseum. USA, Storbritannien och Frankrike har sina ambassader i Brunnsparken. Under första maj samlas de finskspråkiga studenterna i Brunnsparken, medan de finlandssvenska samlas i Kajsaniemiparken.

## Bilder

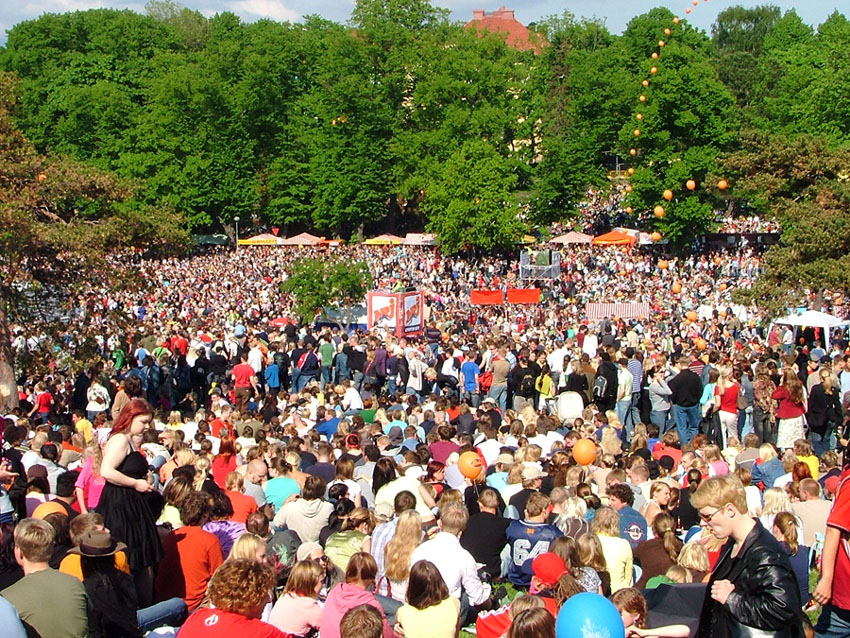
Sommarkonsert i Brunnsparken
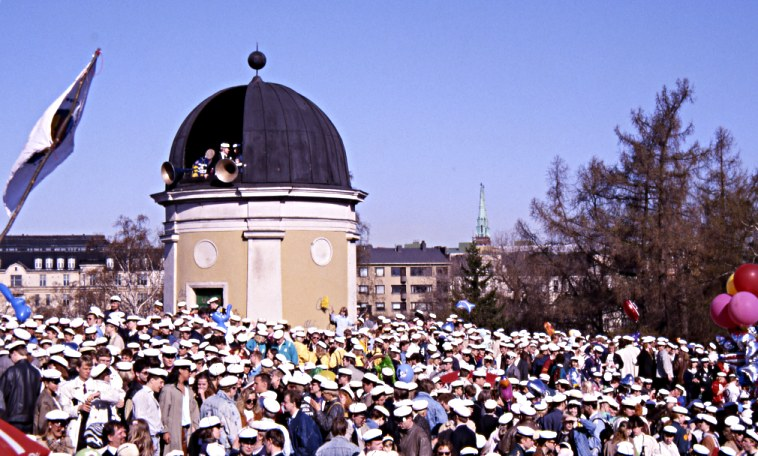
Studenter vid observatoriet första maj
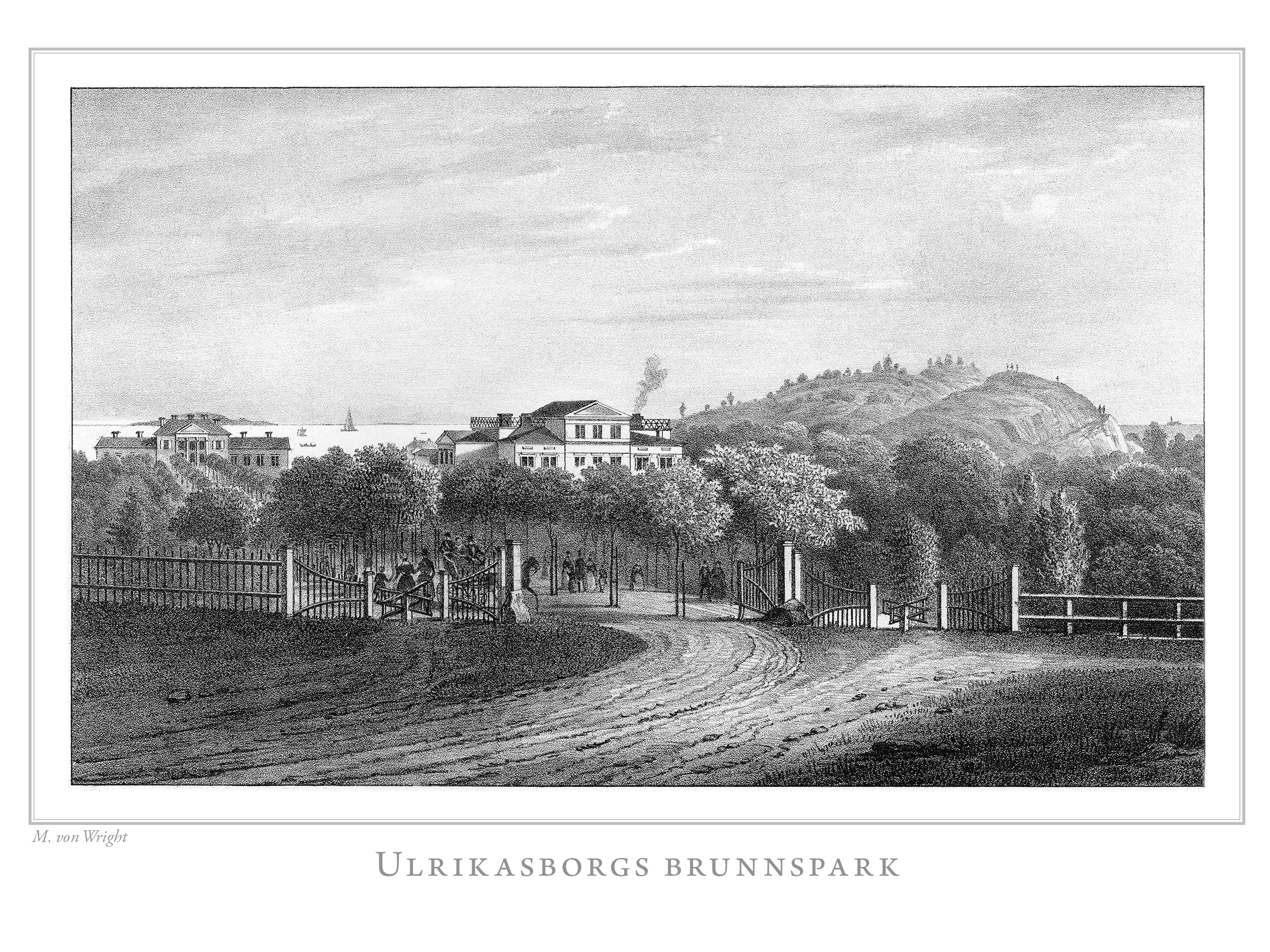
Litografi i Finland framstäldt i teckningar utgiven 1845-1852.